# Teatro Eden
Il Teatro Eden, notevole esempio di architettura Liberty a Treviso, fa parte del villaggio Eden, l'ambizioso progetto dell'industriale Graziano Appiani.

## Storia
Il teatro Eden, inaugurato il 5 gennaio 1911 "alla presenza di molte autorità anche nazionali e col concorso della banda cittadina, tra una folla gaudente e chiassosa", fu pensato dal proprietario della Fabbrica laterizi e fornaci Sistema Privilegiato della Ditta Appiani e C. quale luogo di svago per i propri dipendenti e più in generale per la cittadinanza tutta. Divenne subito un "centro polivalente": qui si poteva non solo assistere a spettacoli teatrali e cinematografici, a concerti e balletti, ma anche danzare, pattinare, organizzare feste e manifestazioni varie.
La prima guerra mondiale segnò un primo periodo di declino per il teatro.
Dopo il 1923 la gestione passò alla Società "Punto Interrogativo" presieduta da Pietro Zanetti, che ebbe il merito di fare del Teatro un luogo destinato ad ospitare le varie società filodrammatiche e folcloristiche di Treviso. 
L'Eden continuò così per alcuni anni la sua attività, anche se non più legata alla fabbrica e agli ideali di Appiani.
In seguito ad un nuovo periodo di abbandono, il 20 ottobre 1930, Dante Appiani, figlio ed erede di Graziano, cedette il teatro alla Società Anonima "Calzaturificio Eden" che qui trasferì la propria attività. 
Il 20 luglio 1948 la proprietà passò quindi al Consorzio Cooperativo Tabacchicultori di Castelfranco Veneto. 
Il fabbricato fu infine acquistato, il 15 dicembre 1967, dal Comune che lo adibì a magazzino per la nettezza urbana.

### Il rilevamento da parte di Fondazione Cassamarca e il restauro
Alla fine dagli anni novanta Fondazione Cassamarca ha promosso un intervento di recupero incentrato sul restauro conservativo del fabbricato liberty e sulla costruzione di un nuovo corpo interrato contenente gli impianti, i servizi e le attrezzature necessarie al funzionamento del Teatro.  
L'intento è stato quello di fornire alla città una sede teatrale in attesa di poter riaprire, dopo un radicale e necessario intervento di restauro, il Teatro Comunale.
Anche in questo caso, come per il Teatro Comunale, la Fondazione ha disciplinato con il Comune di Treviso, tramite apposita convenzione, la concessione in comodato del bene per trent'anni e la gestione dello stesso dopo il restauro.
Il teatro è quindi inaugurato il 23 dicembre 1999, riacquistando, dopo anni di abbandono, la dignità di luogo di cultura e di spettacolo.
Successivamente, nel 2002 Fondazione Cassamarca ha infine acquistato il Teatro dall'Amministrazione Comunale.

## Architettura
Il Teatro Eden fu progettato dall'ing. Alfonso Modonesi, allora ingegnere capo del Comune di Treviso.

### Esterno
La facciata è caratterizzata da un corpo avanzato più basso contenente l'atrio su cui si apre il portale d'ingresso sormontato da un balcone e fiancheggiato da due finestroni. L'ingresso è oggi protetto da un porticato in ferro battuto costruito negli anni novanta. Quattro grandi paraste con un'alta base e un coronamento in cui si trovano lumiere a palla in ferro battuto, ritmano questo prospetto. La parte arretrata della facciata raccordata all'avancorpo dalle linee curve di due elementi laterali in forma di garitta, contiene la sala vera e propria, ed è anch'essa decorata da paraste sulla cui sommità si trovavano porta bandiere in ferro battuto. Al centro, la grande scritta "Eden Teatro", ricostruita nel corso dei recenti restauri, chiude la capriata del tetto.
Tutto l'esterno dell'edificio era caratterizzato da una decorazione in stile Liberty Floreale, come si può dedurre da una stampa dell'epoca.

### Interno
Un atrio tripartito dà accesso alla sala e, attraverso due scale laterali, alla loggia. 
Il pavimento della sala (m. 23 per 16, con una altezza di m. 8,50) è costituito da formelle esagonali in gres opaco di colore rosso, ocra e azzurro con una struttura a nido d'ape.
La loggia a ballatoio che corre intorno ai tre lati della platea conserva nelle balaustre lignee un caratteristico motivo a lira ripreso anche nei bassorilievi dei portali.
Altre decorazioni in gres smaltato e altri elementi laterizi modulari, di varie forme e colori, tipiche della produzione Appiani, sono presenti in sala.
In totale vi sono 451 posti a sedere, di cui 360 nel parterre e 85 nel loggiato al piano primo.
Il boccascena si trova nella parte sud-ovest dell'edificio ed ha un'altezza di m. 6,80 e una larghezza di 8 metri. 
Purtroppo non rimane traccia del palcoscenico originale, smontato quando l'edificio fu adibito ad altri usi; in origine doveva misurare 15 metri di profondità per 15,50 di larghezza ai muri esterni. Il palcoscenico si estende ora su 184 metri quadrati ed è affiancato dalla fossa orchestrale ampliata per ospitare 40 elementi.
L'intervento di restauro aggiunge alla superficie originale di circa 800 metri quadrati, nuovi spazi pari a circa 1200 metri quadrati, interrati. La nuova area comprende 900 metri quadrati per i locali tecnici relativi a gruppi elettrici, all'impianto di condizionamento dell'aria, al sistema antincendio e ad altri impianti ausiliari, 150 metri quadrati per gli spogliatoi e servizi, 150 metri quadrati per il guardaroba.